# 犬神家一族
《犬神家一族》（いぬがみけのいちぞく）是日本推理作家橫溝正史創作的長篇小說，金田一耕助系列之一。
本作被改編成影視作品的次數僅次於《八墓村》，連2006年12月上映的電影版本在內一共拍成電影三次，電視劇被拍過五次，特別是由市川崑執導的1976年版「犬神家一族」的電影，被媒體稱為「日本電影的金字塔」。
本作的簡體中文版本譯名為《犬神家族》，繁體中文版本譯名為《犬神家一族》。

## 劇情簡介
昭和二十四年 (1949年) 二月，信州財經界大人物・犬神佐兵衛（いぬがみさへえ）在那須湖畔的府邸中結束了其傳奇的一生，並留下了龐大的遺產。然而按照佐兵衛的遺願，記述其遺產分配以及家業繼承者的遺嘱，只能在其長女松子的獨生子佐清（すけきよ）從戰場上復員歸來後才能公開，於是犬神家一族只能等待佐清的歸來。佐兵衛終其一生沒有迎娶正妻，三個女兒都是由不同的女子所出，其夫婿們均是入贅女婿，各自育有一個兒子。三姐妹彼此關係不和。
同年十月，金田一耕助到訪犬神家位於那須湖畔的府邸。事因是他收到了在犬神家的顧問律師古館恭三的法律事務所里工作的若林豐一郎的一封信，信中寫道「最近犬神家族即將爆發一樁非比尋常的事件，請務必至那須調查一番」，看來似乎是若林偷看了由古館保管的佐兵衛的遺嘱。然而若林卻在即將和耕助見面前被毒殺身亡。
這時佐清從戰場上歸來了，但因為在戰爭中臉部受了傷而毀容，所以戴着橡皮面具。於是佐兵衛的遺囑在耕助的見證下由古館律師公開，其內容為
| 「代表犬神家所有財產及所有事業繼承權的三樣傳家之寶——「斧」、「琴」、「菊」歸野野宮珠世（佐兵衛的恩人野野宮大貳唯一的孫女）所擁有，但珠世必須在佐兵衛的三個孫子佐清、佐武（すけたけ）、佐智（すけとも）之中選一人作夫婿」 |

遺囑公開後，犬神三姐妹的關係變得更加惡劣，並開始為了讓自己兒子成為珠世的夫婿而展開爭鬥，另外佐清也被懷疑是他人冒充，而被迫提供指紋以確認身份。這時，佐武的首級被發現插在「菊」人偶之上，從而揭開了犬神家連續殺人事件的序幕。

## 登場人物
金田一耕助（きんだいち こうすけ）
私家偵探。
野野宮 珠世（ののみや たまよ）
犬神佐兵衛的恩人・野野宮大貳的孫女，絕世美女。頭腦聰明且感覺敏銳，但因為長年獨自一人的境遇使她不會對其他人敞開心扉。
20歲前雙親相繼過世，由佐兵衛接到犬神家生活。然而在住進犬神家後，卻連續三次被人設下陷阱謀害，幸好在危急關頭總會得救。因佐兵衛的遺囑，掌握了犬神家遺產繼承的關鍵。
因其母親祝子是佐兵衛和大貳的妻子・晴世私通所生的女兒，所以在血緣上她是佐兵衛的孫女。

### 犬神家
犬神 佐兵衛（いぬがみ さへえ）
犬神財團的創始人。本是流浪的孤兒，在信州被那須神社神官野野宮大貳收留並養育成人。一生沒有娶妻，三個女兒松子、竹子、梅子均是由不同女子所生。
犬神 松子（いぬがみ まつこ）
佐兵衛的長女，丈夫已過世。平常一副精明幹練、好勝的樣子。
犬神 佐清（いぬがみ すけきよ）
松子的獨生子，因在緬甸戰場上臉部受傷毀容，於是戴着松子在東京找人製作的橡皮面具回到犬神家。
犬神 竹子（いぬがみ たけこ）
佐兵衛的次女。體型如小山一般，性格耿直。犬神三姐妹雖然彼此關係惡劣，但竹子因懷疑蒙面的佐清是松子找人假冒的，所以與懷有相同疑心的妹妹梅子暗中結盟。
犬神 寅之助（いぬがみ とらのすけ）
竹子的丈夫。犬神紡織公司東京分店長。
犬神 佐武（いぬがみ すけたけ）
竹子的兒子。體型猶如一面屏風，性格也桀驁不馴，架子很大。
犬神 小夜子（いぬがみ さよこ）
竹子的女兒。雖不如珠世但長得也很標緻。竹子、梅子各自的丈夫和兒子在性格、體型上均和竹子、梅子相似，但只有小夜子的性格很沉實。
犬神 梅子（いぬがみ うめこ）
佐兵衛的三女。三姐妹中最漂亮但也是心腸最壞的一人。
犬神 幸吉（いぬがみ こうきち）
梅子的丈夫。犬神紡織公司神戶分店長。
犬神 佐智（いぬがみ すけとも）
梅子的兒子。看上去似乎很躁動、輕浮，但實際上很狡猾。

#### 族譜
- 犬神氏

|            |            |            |            |            |            |  |  | 不明       |            |            |            |            |            |  |  |            |            |            |            |            |            |  |  |
|            |            |            |            |            |            |  |  |            |            |            |            |            |            |  |  | 犬神佐清   |            |            |            |            |            |  |  |
|            |            |            |            |            |            |  |  |            |            |            |            |            |            |  |  |            |            |            |            |            |            |  |  |
|            |            |            |            |            |            |  |  | 犬神松子   |            |            |            |            |            |  |  |            |            |            |            |            |            |  |  |
|            |            |            |            |            |            |  |  |            |            |            |            |            |            |  |  |            |            |            |            |            |            |  |  |
|            |            |            |            |            |            |  |  |            |            |            |            |            |            |  |  |            |            |            |            |            |            |  |  |
|            |            |            |            |            |            |  |  | 寅之助     | 寅之助     | 寅之助     | 寅之助     | 寅之助     | 寅之助     |  |  | 犬神佐武   | 犬神佐武   | 犬神佐武   | 犬神佐武   | 犬神佐武   | 犬神佐武   |  |  |
|            |            |            |            |            |            |  |  | 寅之助     | 寅之助     | 寅之助     | 寅之助     | 寅之助     | 寅之助     |  |  | 犬神佐武   | 犬神佐武   | 犬神佐武   | 犬神佐武   | 犬神佐武   | 犬神佐武   |  |  |
|            |            |            |            |            |            |  |  |            |            |            |            |            |            |  |  |            |            |            |            |            |            |  |  |
|            |            |            |            |            |            |  |  |            |            |            |            |            |            |  |  |            |            |            |            |            |            |  |  |
| 犬神佐兵衛 | 犬神佐兵衛 | 犬神佐兵衛 | 犬神佐兵衛 | 犬神佐兵衛 | 犬神佐兵衛 |  |  | 犬神竹子   | 犬神竹子   | 犬神竹子   | 犬神竹子   | 犬神竹子   | 犬神竹子   |  |  | 小夜子     | 小夜子     | 小夜子     | 小夜子     | 小夜子     | 小夜子     |  |  |
| 犬神佐兵衛 | 犬神佐兵衛 | 犬神佐兵衛 | 犬神佐兵衛 | 犬神佐兵衛 | 犬神佐兵衛 |  |  | 犬神竹子   | 犬神竹子   | 犬神竹子   | 犬神竹子   | 犬神竹子   | 犬神竹子   |  |  | 小夜子     | 小夜子     | 小夜子     | 小夜子     | 小夜子     | 小夜子     |  |  |
|            |            |            |            |            |            |  |  |            |            |            |            |            |            |  |  |            |            |            |            |            |            |  |  |
|            |            |            |            |            |            |  |  | 幸吉       |            |            |            |            |            |  |  |            |            |            |            |            |            |  |  |
|            |            |            |            |            |            |  |  |            |            |            |            |            |            |  |  | 犬神佐智   |            |            |            |            |            |  |  |
|            |            |            |            |            |            |  |  |            |            |            |            |            |            |  |  |            |            |            |            |            |            |  |  |
|            |            |            |            |            |            |  |  | 犬神梅子   |            |            |            |            |            |  |  |            |            |            |            |            |            |  |  |
|            |            |            |            |            |            |  |  |            |            |            |            |            |            |  |  |            |            |            |            |            |            |  |  |
|            |            |            |            |            |            |  |  |            |            |            |            |            |            |  |  | 青沼静馬   |            |            |            |            |            |  |  |
|            |            |            |            |            |            |  |  |            |            |            |            |            |            |  |  |            |            |            |            |            |            |  |  |
| 青沼菊乃   |            |            |            |            |            |  |  |            |            |            |            |            |            |  |  |            |            |            |            |            |            |  |  |
|            |            |            |            |            |            |  |  |            |            |            |            |            |            |  |  |            |            |            |            |            |            |  |  |
| 野野宮大貳 |            |            |            |            |            |  |  |            |            |            |            |            |            |  |  |            |            |            |            |            |            |  |  |
|            |            |            |            |            |            |  |  | 野野宮祝子 | 野野宮祝子 | 野野宮祝子 | 野野宮祝子 | 野野宮祝子 | 野野宮祝子 |  |  | 野野宮珠世 | 野野宮珠世 | 野野宮珠世 | 野野宮珠世 | 野野宮珠世 | 野野宮珠世 |  |  |
|            |            |            |            |            |            |  |  | 野野宮祝子 | 野野宮祝子 | 野野宮祝子 | 野野宮祝子 | 野野宮祝子 | 野野宮祝子 |  |  | 野野宮珠世 | 野野宮珠世 | 野野宮珠世 | 野野宮珠世 | 野野宮珠世 | 野野宮珠世 |  |  |
| 晴世       |            |            |            |            |            |  |  |            |            |            |            |            |            |  |  |            |            |            |            |            |            |  |  |

### 相關人物
古館 恭三（ふるだて きょうぞう）
律師，古館法律事務所所長，也是犬神家的顧問律師。受佐兵衛所託管理其遺囑。代替被殺的若林豐一郎委托金田一耕助进行调查。
若林 豐一郎（わかばやし とよいちろう）
古館法律事務所的助手，委託金田一調查犬神家遺產繼承問題相關的問題，不料在與金田一見面前被毒殺身亡。
猿藏
照顧珠世的僕人。本來是個孤兒，小時候由祝子收養並和珠世一同養大，當珠世被接到犬神家的時候，也作為僕人進入了犬神家。對珠世非常忠心，因佐兵衛生前命令他「即使命丟了也要保護珠世」，所以不僅照顧珠世起居，還擔當她的護衛，並數次在危急中救出珠世。
「猿藏」并非其真名，是因為他長得像猿猴而被起的外號，真名不詳。雖然外表粗野，寡言，思慮不夠周詳，但孔武有力，連佐武和佐智也無法應付。
宮川 香琴（みやがわ こうきん）
松子的古箏老師。眼睛如得了柏金遜症般一隻凸出、一隻凹陷，額頭上還有一道疤痕。雖然長相嚇人，但其高貴的氣質及良好的修為與教養，令人不會感到害怕。
野野宮 大貳（ののみや だいに）
那須神社的神官，珠世已經去世的祖父。犬神佐兵衛的恩人，在坊間有流言說他和年輕時長相俊美的佐兵衛有過同性戀關係。
野野宮 晴世（ののみや はるよ）
大貳之妻，珠世的祖母。已去世。
野野宮 祝子（ののみや のりこ）
野野宮夫婦的女兒，珠世的生母。已去世。
青沼 菊乃（あおぬま きくの）
佐兵衛在五十歲後結識的情婦，消息不詳。
青沼 静馬（あおぬま しずま）
菊乃和佐兵衛的兒子。和母親一樣消息不詳。作為養子入了津田家的戶籍，戶籍上名為津田靜馬。和佐清同年。

## 電影
由市川崑執導，石坂浩二主演的1976年電影版，在整個八十年代獨領風騷，這是角川春樹事務所製作的首部電影，主角金田一耕助在片中首次按照原作設定的穿着登場。作者横溝正史本人，也在片中友情演出那須旅館老闆一角。由大野雄二編寫的主题配樂也非常有名。
2004年春，在富士電視播出的由稻垣吾郎主演的電視劇中，岸田今日子繼1976年電影版後再次演出「宮川香琴」一角。2006年的電影版，則是市川執導、石坂主演版本30年後的重製版。
1976年版電影中，青沼靜馬被殺害後「在波紋起伏的水面突出的雙腳」是電影版中最著名的場面，而在原作中卻是在湖面被冰封的初冬季節、屍體穿着睡衣被倒插在湖面，直没到肚臍的部位。關於「斧、琴、菊」比擬殺人的最後的「斧」，原作是兇手將佐清勒死後，把他倒插在湖面只露出下半身，以此來比喻「斧」。但是在影視作品中卻多數改成佐清被斧頭劈死。很多人對這一場景留下深刻印象，其中包括宮部美幸。她曾笑說應該像丹麥的美人魚雕像那樣，在日本的湖邊豎立一個佐清的腳的雕像。

### 1954年版
1954年8月10日上映，當時電影名為「犬神家之謎：惡魔在跳舞」。東映製作，導演渡邊邦男，主演片岡千惠藏。
主演
- 金田一耕助：片岡千惠藏
- 白木静子：喜多川千鶴
- 犬神松子：小夜福子
- 犬神輔清 / 青沼静馬：石井一雄
- 犬神竹子：花岡菊子
- 犬神輔武：島田照夫
- 犬神小夜子：宇治美咲子
- 犬神梅子：真山久美子
- 犬神輔智：南川直
- 野野宮珠世：千原忍
- 猿藏：山室耕
- 警察（署長）：進藤英太郎
- 大山泰輔：十朱久雄
- 古館恭三：高田稔
- 柏屋主人：廣瀨恆美
- 若林豐一郎：高橋清三郎
- 列車乘客：森野五郎
- 旅館女傭：長谷川菊子

### 1976年版
1976年10月16日上映。角川春樹事務所製作，導演市川崑，主演為石坂浩二。
主演
- 金田一耕助：石坂浩二
- 野野宮珠世：島田陽子（松竹）
- 犬神佐清 / 青沼静馬：青井輝彥
- 犬神松子：高峰三枝子
- 犬神梅子：草笛光子
- 犬神竹子：三条美紀
- 犬神小夜子：川口晶
- 那須旅館女傭・阿春：坂口良子
- 犬神佐武：地井武男
- 犬神佐智：川口恆
- 犬神幸吉：小林昭二
- 藤崎鑑識課員：三谷昇
- 猿藏：寺田稔
- 井上警官：辻萬長
- 主治醫生：守田比呂也
- 若林豐一郎：西尾啟
- 法医：細井利雄
- 青沼菊乃：大關優子（佳那晃子）
- 阿園：原泉
- 野野宮晴世：仁科鳩美
- 大山神官：大瀧秀治
- 橘警察署長：加藤武
- 犬神寅之助：金田龍之介
- 那須旅馆老板：横溝正史（特別出演）
- 柏屋亭主久平：三木紀平
- 宮川香琴：岸田今日子
- 古館恭三：小澤榮太郎
- 犬神佐兵衛：三國連太郎
- 柏屋的妻子：沼田和子
- 渡边警官：角川春樹
- 仮面師：岡本健一
- 犬神奉公会的人：北島和男
- 發現小船的少年：長谷川幹樹
- 警察官：宮本茂
- 野野宮大貳：那須清
- 犬神佐兵衛幼年：阿部義男
- 犬神佐兵衛少年時代（照片）：三矢雄二
- 犬神松子少女時代：勝山美香子

### 2006年版
2006年12月16日上映。東寶製作，導演市川崑，主演石坂浩二。
主演
- 金田一耕助：石坂浩二
- 野野宮珠世：松嶋菜菜子
- 犬神松子：富司純子
- 犬神竹子：松坂慶子
- 犬神梅子：萬田久子
- 犬神佐清 / 青沼静馬：尾上菊之助
- 犬神佐武：葛山信吾
- 犬神佐智：池內萬作
- 犬神小夜子：奧菜惠
- 犬神寅之助：岸部一德
- 犬神幸吉：螢雪次朗
- 若林久男：嶋田豪
- 猿藏：永澤俊矢
- 青沼菊乃：松本美奈子
- 藤崎（鑑識課員）：石倉三郎
- 仙波（警察）：尾藤功男
- 那須旅館老闆：三谷幸喜
- 阿春（那須旅館女傭）：深田恭子
- 岬的小孩：石田直也
- 岬的警察：木本秀一
- 犬神家主治醫生：野村信次
- 犬神家女傭：蓮佛美沙子
- 嬰兒：星春希
- 警官A：清末裕之
- 警官B：松田正悟
- 参謀：保木本龍也
- 柏屋九平：林家木久藏
- 柏屋妻子：中村玉緒
- 阿園（松子的母親）：三條美紀
- 古箏老師：草笛光子
- 大山（神官）：大瀧秀治
- 等等力（署長）：加藤武
- 古館恭三：中村敦夫
- 犬神佐兵衛：仲代達矢（青年時代：高良健吾）

## 電視劇

### 1970年版
當時名為「藍色的野獸們」，於日本電視系列的「週二女性特輯」（毎週二21:30 - 22:26）時段從1970年8月25日至9月29日播放。
與原作的差異：
- 金田一並無出場。
- 時代設定為現代（出品當時的1970年）。
- 出場人物的名字全部被修改。

主演
- 水川美矢子： 酒井和歌子
- 富岡清文 / 三枝修平：大丸二郎
- 山本武臣：大出俊
- 坂野智和：柴田侊彥
- 富岡雪子：澤村貞子
- 山本月子：千石規子
- 坂野花子：市川寿美禮
- 水川武：室田一人
- 鈴木小夜子：菱見百合子
- 三枝菊乃：東雲美子
- 館野卓也（律師）：中山仁
- 畑野榮藏：江波多寬兒

### 1977年版
「横溝正史系列・犬神家一族」，在TBS系列從1977年4月2日至4月30日毎週六22:00 - 22:55播放。
主演
- 金田一耕助：古谷一行
- 野野宮珠世：四季乃花惠
- 犬神佐清 / 青沼静馬：田村亮
- 犬神佐武：成瀨正
- 犬神佐智：松橋登
- 犬神松子：京町子
- 犬神竹子：月丘夢路
- 犬神梅子：小山明子
- 犬神佐兵衛：岡田英次
- 猿藏：新海丈夫
- 犬神小夜子：丘夏子
- 犬神寅之助：西山辰夫
- 犬神幸吉：堀内一市
- 青沼菊乃：吉本真由美
- 古館恭三（律師）：西村晃
- 橘（署長）：花肇
- 大山（神主）：溝田繁
- 志摩久平：石原須磨男
- 遠山欽
- 下宿的大嬸：野村昭子
- 小清：井上聰子

### 1980年版
由香港無綫電視改編，名為《發現灣》。

### 1990年版
「横溝正史傑作懸疑・犬神家一族」，在朝日電視系列於1990年3月27日星期日19:02 - 21:48播放。
與原作的差異：
- 本作金田一穿著白色襯衫、戴著獵帽和圓眼鏡登場，並帶著一個名叫池田明子的助手。

主演
- 金田一耕助：中井貴一
- 野野宮珠世：財前直見
- 犬神佐清：石黑賢
- 犬神佐武：四禮正明
- 犬神佐智：小澤仁志
- 犬神松子：岡田茉莉子
- 犬神竹子：三矢歌子
- 犬神梅子：結城美榮子
- 犬神幸吉：金子研三
- 犬神佐兵衛：若山富三郎
- 猿藏：丹古母鬼馬二
- 犬神小夜子：川津花
- 宮川香琴：結城忍
- 古館正道（律師）：小林桂樹
- 青沼菊乃：和泉茅渟
- 青沼静馬：渕野直幸
- 犬神寅之助：守田比呂也
- 若林信二（律師）：辰巳琢郎
- 德島（警部補）：荒井注
- 佐川（警察）：柳澤慎吾
- 池田明子：松本伊代
- 大山朝子：浅野優子
- 阿咲：石井富子
- 車夫：櫻金造

### 1994年版
「橫溝正史系列5・犬神家一族」，在富士電視系列的2小時電視劇「週五Entertainment」（毎週五21:00 - 22:52）時段內於1994年10月7日播放。
與原作的差異
- 松子、竹子、梅子設定為犬神佐兵衛的情婦，並無冠上「犬神」之姓。
- 古館律師設定為古館「恭三」律師的兒子。

主演
- 金田一耕助：片岡鶴太郎
- 野野宮珠世 / 野野宮晴世：牧瀨里穗
- 犬神佐清 / 青沼静馬：椎名桔平
- 犬神佐武：矢野和朗
- 犬神佐智：長岡尚彦
- 松子：栗原小卷
- 竹子：二宮小夜子
- 梅子：山口美也子
- 犬神佐兵衛：平幹二朗
- 小夜子：黑澤明日香
- 古館（律師）：渡邊一惠
- 青沼菊乃：大竹一重

### 2004年版
「金田一耕助系列・犬神家一族」，在富士電視系列的「premium stage」（毎週六21:00 - 22:54）時段內於2004年4月3日播放。
與原作的差異
- 開場加插「誰也不知道的金田一耕助」的原創章節，敘述金田一在美國時代的故事。
- 三田佳子飾演的松子的髮型忠實重現原作小說的封面圖的髮型。
- 岸田今日子繼電影版後再次演出宮川香琴一角。
- 青沼菊乃已然死亡，並沒有按照原作設定成「青沼菊乃＝宮川香琴」。

主演
- 金田一耕助：稻垣吾郎
- 野野宮珠世：加藤爱
- 犬神佐清 / 青沼静馬：西島秀俊
- 犬神佐武：平岳大
- 犬神佐智：真島秀和
- 犬神松子：三田佳子
- 犬神竹子：赤座美代子
- 犬神梅子：佳那晃子
- 犬神佐兵衛：佐藤慶（青年時代：福士誠治）
- 猿藏：長江英和
- 犬神小夜子：石橋桂
- 青沼菊乃：木村多江
- 犬神寅之助：黑部進
- 犬神幸吉：山西道廣
- 宮川香琴：岸田今日子
- 古館恭三（律師）：佐野淺夫
- 若林豐一郎（律師）：樋渡真司
- 久保銀造：梅津榮
- 杰克·安永：羽場裕一
- 大山（神官）：江幡高志
- 志摩久平：山谷初男
- 横溝正史：小日向文世
- 橘（署長）：鹽見三省

### 2018年版
特別劇「犬神家一族」2018年12月24日於富士電視台系統播出（21時30分 - 23時33分）。
與原作的差異：
- 犬神小夜子未登場。
- 取消原作設定「青沼菊乃＝宮川香琴」、「犬神佐兵衛與野野宮大貳之間的男男戀關係及與野野宮晴世的不倫戀」。

主演
- 金田一耕助：加藤成亮 (NEWS)
- 犬神佐清 / 青沼靜馬：賀來賢人
- 野野宮珠世：高梨臨
- 犬神松子：黑木瞳
- 犬神竹子：松田美由紀
- 犬神梅子：涼
- 犬神寅之助：佐戸井賢太
- 犬神幸吉：板尾創路
- 犬神佐武：笠原秀幸
- 犬神佐智：坂口涼太郎
- 猿蔵：大倉孝二
- 宮川香琴：梶芽衣子
- 青沼菊乃：安藤聖
- 大山泰輔：品川徹
- 若林豐一郎：少路勇介
- 彌助：田鍋謙一郎
- 美代：平祐奈
- 藤崎正一：梶原善
- 多田浩二：藪宏太
- 古館恭三：小野武彥
- 橘重藏：生瀨勝久
- 犬神佐兵衛：里見浩太朗（特別演出）
- 其他演員：遠藤太津朗、加賀美茂樹、村井麻友美

### 2020年版
特別劇「犬神家一族」2020年2月1日於NHK BS Premium播出。
主演
- 金田一耕助：池松壯亮
- 犬神松子：坂井真紀
- 犬神佐兵衛：齊木茂
- 犬神竹子：内田淳子
- 犬神梅子：春野惠子
- 犬神寅之助：鎌瀧秋浩
- 犬神幸吉：奥瀬繁
- 犬神佐武：中崎敏
- 犬神佐智：二見悠
- 犬神小夜子：御子柴彩里
- 猿藏：清水泰地
- 青沼菊乃：Maruko
- 橘署長：村杉蟬之介
- 大山神主：阿部祐二
- 藤崎鑑識：水間龍
- 川田刑事：齊藤天鼓
- 柏屋女傭：藤間爽子
- 古館恭三：片岡哲也
- 犬神佐清：渡邊佑太朗
- 野野宮珠世：久保田紗友

### 2023年版
「犬神家一族」於2023年4月22日、29日分為前・後篇在NHK BS Premium及NHK BS4K播出（21:00 - 22:30）。
主演
- 金田一耕助：吉岡秀隆
- 犬神松子：大竹忍
- 野野宮珠世：古川琴音
- 犬神佐清 / 青沼靜馬：金子大地
- 犬神竹子：南果步
- 犬神梅子：堀内敬子
- 猿藏：芹澤興人
- 大山泰輔：野間口徹
- 古館恭三：皆川猿時
- 磯川：小市慢太郎
- せつ子：倍賞美津子
- 加代：久間田琳加
- 犬神佐武：今井悠貴
- 犬神佐智：澀谷謙人
- 犬神小夜子：菅野莉央
- 澤田刑警：永沼伊久也
- 吉井刑警：大津尋葵
- 犬神寅之助：遠山俊也
- 犬神幸吉：坂田聰
- 犬神佐兵衛：栗田芳宏
- 宮川香琴：田根樂子
- 志摩久平：川島潤哉
- 野野宮大弐：柾賢志
- 野野宮晴世：羽瀬川なぎ
- 青沼菊乃：喜多乃愛
- 若林豐一郎：松川尚瑠輝
- 女中：野野目良子

## 遊戲
- 《犬神家一族》（2009年1月22日發售，任天堂DS平台，From Software開發[10]）

## 其他作品中的引用或影射
- 日劇「LEGAL HIGH」第一季第七集「骨肉相爭！醬油世家不為人知的祕密與謊言」。
- 香港1980年電視劇《發現灣》改篇自《犬神家一族》。

## 外部連結
- 互联网电影数据库（IMDb）上《犬神家之一族》的资料（英文）